# 켈레브림보르
켈레브림보르(Celebrimbor)는 《실마릴리온》의 등장인물이다. 그의 이름의 뜻은 '은빛의 주먹'이라고 한다. 쿠루핀의 외아들로 벨레리안드, 에리아도르에서 활동했다. 2시대 요정과 사우론의 전쟁 도중 에레기온에서 죽임을 당했다.

## 생애
태양의 첫 시대에 많은 요정이 죽거나 몰락했고 그로 인해 다음 시대에는 이전과 비교되는 약소해진 상태였다. 많은 지도자, 특히 놀도르는 대전쟁의 선두에서 전사하는 경우가 많았기에 태양의 2시대에는 놀도르 남자 왕족은 마글로르(1시대의 대전쟁에서 살아남았으나 종적을 감춰 실마릴리온에서는 이후 생사불명)와 길 갈라드 그리고 켈레브림보르만 있었다. 톨킨의 세계관에서 그가 처음 나타난 것은 부친 쿠루핀의 악행으로 인해 의절하고 나르고스론드에 잔류하였다는 정보 혹은 설정집의 일부에서 발견되는 곤돌린의 대장장이로써의 등장이나, 그 외에 구체적인 활동이나 인물 묘사가 일체 등장하지 않는다.
실마릴리온의 내용에 따른다면 그의 주된 활동 시대인 2시대, 난쟁이의 땅 크하잣둠의 서쪽에 세워진 에레기온의 지도자로 꺼져가는 요정의 세력을 일시적으로 부흥하는데 큰 역할을 했다. 특유의 대장장이 기질을 물려받은 켈레브림보르는 안나타르라는 인물에게 도움을 받고 특이한 여러 개의 반지를 만든다.
그것은 반지의 제왕에 등장하는 절대 반지의 일종이었는데, 반지를 만들도록 권유한 이가 안나타르, 변신한 사우론이었던 것이다.
결국 이것을 들킨 사우론은 요정과 전쟁을 벌였다. 켈레브림보르의 에레기온은 멸망하고 비참한 죽음을 맞이한다. 린돈의 마지막 놀도르 대왕 길 갈라드도 사우론에게 맞서 싸웠고, 요정을 지원하고자 막강한 군대를 파견한 누메노르에 의해 사우론은 패배하고 후퇴했다.(이것은 아직 1차 반지전쟁 이전의 싸움이다.)
소설 반지의 제왕에서는 이미 사망하여 등장하지는 않지만 그의 독자적인 기술로 만든 3가지 반지는 등장한다.

## 요정의 반지와 그것의 행방
반지의 이름은 각각 빌랴, 나랴, 네냐였다.
이것을 소유하면 자연적으로 그 반지가 통제하는 지역이 점차 쇠퇴하는 것을 막을 수 있다고 전해진다. 그것들은 켈레브림보르가 직접 나눠주었는데 길 갈라드, 갈라드리엘, 엘론드 등이 소유했다.
반지의 소유자가 바뀌는 경우도 있었지만, 3반지는 모두 사우론으로부터 안전하였고 결과적으로 발리노르로 향하는 과정에서 서녘으로 옮겨진다.